# William Messner-Loebs
William Messner-Loebs   (Ferndale, 19 de febrer de 1949) nascut com a William Francis Loebs, Jr. és un guionista i dibuixant de còmics estatunidenc. Durant la seua infància se li va amputar el seu braç dret per damunt del muscle a causa d'un tumor cancerós.
La seua carrera dins l'àmbit dels còmics començà amb la publicació d'un relat curt a la revista underground de còmics Kitchen Sink per a la sèrie de còmics Bizarre Sex. També guionitzà alguns còmics de la sèrie Cerebus the Aardvark.
Ha col·laborat a la sèrie de còmics Flash.

## Obres
- Journey (1983-circa 1989)[5]
- Cerebus the Aardvark (com a col·laborador)
- Flash (com a col·laborador)
- Nightwitch (de Power Comics; posant la tinta)[3]
- Epicurus the Sage (1989)[6]

## Premis
Ha rebut el Premi Inkpot el 1987 i el Premi Bill Finger per l'Excel·lència en Guió el 2017.